# Antônio Pinheiro de Ulhoa Cintra
Antônio Pinheiro de Ulhoa Cintra, o barão de Jaguara, (São Paulo, 12 de novembro de 1837 — São Paulo, 14 de agosto de 1895) foi um médico e político brasileiro.

## Vida
Filho de Delfino Pinheiro de Ulhôa Cintra e de Antonia Benedita Dias da Silva, casado com Adelina Torquato Marques. Foi formado em medicina e deputado à Assembléia Geral em 1870. Como médico, dedicou-se a combater a epidemia de febre amarela que afetava a província na época. Recebeu o titulo de Barão de Jaguara em 1888.
Foi presidente da província de São Paulo, sucedendo a Pedro Vicente de Azevedo.